# My Dreamhack
|  | Denne artikel er oprettet af botten Steenthbot ud fra en ekstern database. Den kan derfor have sproglige fejl eller mangler. Denne skabelon kan fjernes efter kontrol af indholdet. |

My Dreamhack er en dansk dokumentarfilm fra 2013 instrueret af Abbi Moreno.

## Handling
Filmen følger Michael Friis under en Counter-Strike turnering i Sverige.